# رسم زيتي

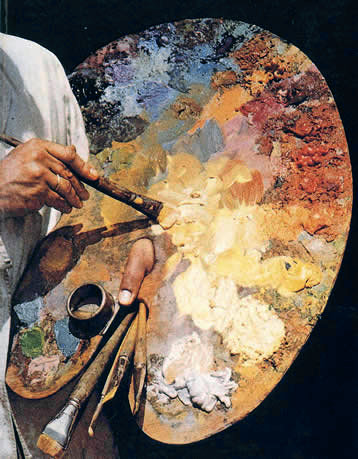
لوحة الألوان.

الرسوم الزيتية من الفنون التشكيلية وقد عُرف هذا الفن منذ القدم.

## سطح الرسم
هي السطح الذي يرسم عليه الفنان بخامة الالوان الزيتيةوهو عادة يكون من القماش وهو اما الدمور أو توال أو الخشب وفي جميع الحالات يجب معالجة السطح وذلك عن طريق سد مسامه بمعجون حتى لا يتسرب اللون خلال الانسجة وفي حالة إذا كان السطح المراد الرسم عليه هو القماش يشد اولا على إطار من الخشب لكي تكون الابعاد متساوية ولا يحدث أي تجعد أو تموجات في أي جزء من اللوحة.

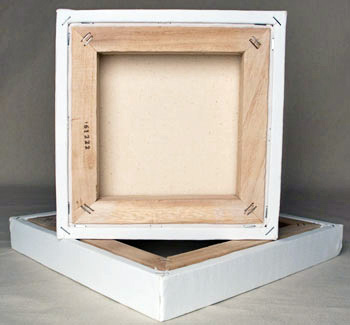
لوحة محزوزة

## المعجون
مادة سهلة الفرد يتم دهان السطح بها بهدف تقليل مسامية السطح واغلاق مسامه
-
هذه المادة سميت قديما بال (جيسو) ولا زال يطلق عليها هذا الاسم حتى يومنا هذا
ال جيسو ماده جبسية تحتوي على كربونات الكالسيوم (طباشير) أو (جبس) مضافا إليها ماده لاصقة (غراء حيواني) لينتج خليط ذو قوام كثيف قابل للتخفيف بالماء ويدهن بالفرشاة أكثر من طبقة بعد جفاف الطبقة التي تسبقها على السطح المراد تجهيزه للرسم، ثم تتم سنفرة السطح (تنعيمه) أو حفه مع كل طبقة. وكلما زادت نعومة السطح كلما قلت قدرته على الالتصاق بالمواد الزيتية ولكنه قابل للالتصاق بالالوان الأكريليك.
حديثا تم إنتاج جيسو الأكريليك وهو ماده تحتوي على بوليمرات بلاستيكية وقابل للرسم الزيتي والاكريليك
بعض الفنانين يقومون بدهان السطح بخليط من الأكريليك (الدهان البلاستيك) مضافا اليه قليل من الجبس المائي وذلك بعد دهان السطح بطبقة غراء وتركه ليجف. وبعضهم يقوم بدهان السطح بالطلاء المنزلي الأبيض مباشرة حيث يحتوي على أكريليك وماده جبسية.
يراعى بعد سنفرة وحف السطح المدهون بالطبقة التحضيرية ان يتم مسحه بقماش رطب بالماء حتى يزيل المواد والجزيئات العالقة، أو قماش مبلل بزيت الكتان أو التربنتين تجهيزا للرسم الزيتي عليه

## الألوان
تسمى الاخضاب فهى تعطى اللون المطلوب ولا تذوب في الزيت وتكون منتشرة فيه ويزيد العمق اللونى ويزيد البريق.
يجب أن يكون اللون له قوة لونية أي له القدرة على التلوين وقوة عتامة أي مقدرة على اخفاء السطح الذي تحته.

## المُذيبات
هي الجزئ المتطاير ومهمتها ضبط اللزوجة وإعطاء طبقة منتظمة على اللوحة ويجب أن يكون لها قوة اذابة وهو التربنتين.

## الزيوت المستخدمة

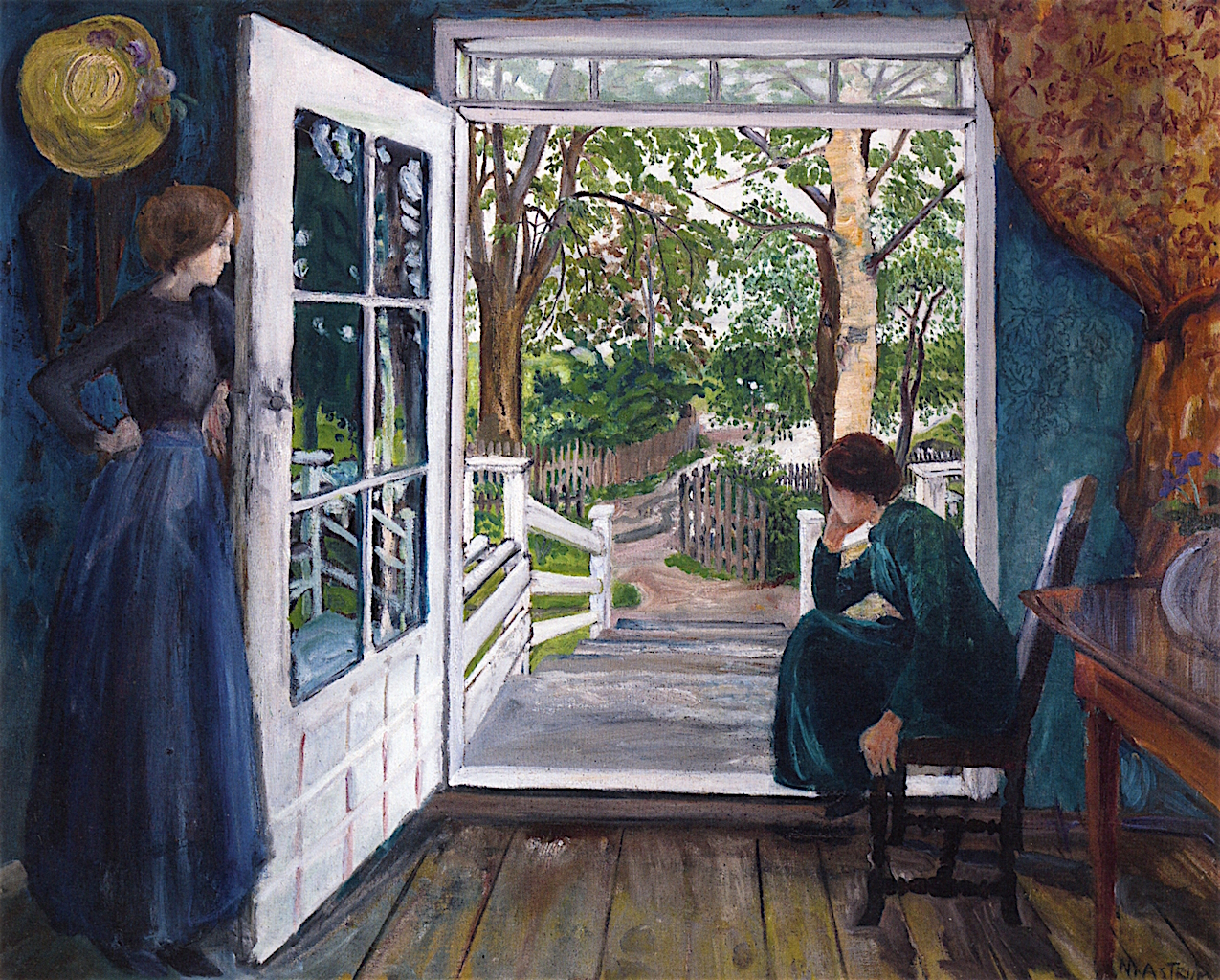
لوحة فنية زيت على قماش "بجوار الباب المفتوح" لنيكولاي أستراب في الفترة عام 1902 وحتى عام 1911.

ان الزيت له أهمية كبيرة بالنسبة للرسم الزيتي؛ فهو يربط اللون بالسطح ويمكن التحكم في درجة اللمعان بزيادة نسبة الزيت أو الإقلال منه. ويجب أن يكون الزيت المستخدم في الرسم أن يكون من الزيوت الجفوفة أي تجف بالهواء مثل زيت بذرة الكتان.

## المجففات
هي المواد التي تضاف إلى الزيوت والالوان أثناء عملية الرسم لتسرع من جفافه ولا تضاف إلى أي زيوت الا التي تجف بالاكسدة في الهواء.

## أنواع الفرش
الفرشاة الجيدة هي التي تستوعب أكبر كمية من اللون المخلوط بالزيت بين شعرها. ومنها الفرشاة ذات الشعر الخشن المصنوعة من شعر الخنزير الصينى وذلك لان الشعرة مسننة بطولها.ويجب مراعاة تنظيف الفرشاة جيدا بعد عملية الرسم وذلك عن طريق غمرها في المذيب التربنتين ثم بعد ذلك غسلها بالمياه الساخنة.ويجب عدم وضعها في وضع رأسى وترتكز على الشعر كى لا يتلف.